# Margaret Johnson
Margaret Johnson (* 1919 in Kansas City; † 1939) war eine US-amerikanische Jazzpianistin.
Als Teenager war Johnson mit den Bands von Harlan Leonard auf Tournee, im Alter von 15 Jahren leitete sie bereits eine eigene Gruppe. Bereits 1936 übernahm sie die Vertretung von Count Basie, als dieser für ein Engagement in Chicago sein Orchestra verließ. Ebenso vertrat sie Mary Lou Williams in der Band von Andy Kirk. Sie nahm zunächst mit Clarence Williams, Bubber Miley, Thomas Morris, Louis Armstrong und Sidney Bechet auf. Sie ist auch auf vier Titeln zu hören, die das Orchester von Billie Holiday im September 1938 mit Lester Young aufnahm, mit dem sie in einer Partnerschaft lebte.
Johnson war nach dem „Jazz Rough Guide“ eine der weiblichen Pionierfiguren im Jazz; sie wurde „Countess“ (Gräfin) oder sogar „Queenie“ genannt. Sie war eine kraftvolle Musikerin, deren Stil sowohl an Basie als auch an den von Earl Hines erinnert. Sie starb an Tuberkulose.  
Die Pianistin ist nicht mit der gleichnamigen amerikanischen Blues- und Jazz-Vokalistin und Pianistin der 1920er-Jahre zu verwechseln.